# Careys Creek
La rivière Carey's Creek est un cours d’eau de l’île du Sud de la Nouvelle-Zélande.

## Dénomination
Elle est connue en maori sous le nom de Whaitiripaku ou Waihema.

## Géographie
C’est une petite rivière de la région d’Otago,dans l’île du Sud, qui s’écoule à partir de la chaîne nommée Silverpeaks et jusque dans la mer au niveau de la baie de Blueskin à proximité de la ville d’Evansdale.
La rivière Creek draine les plantations de forêt et le bush natif de Silverpeaks Forest et la Careys Creek Conservation Area. Elle est traversée par la State Highway 1/S H 1 au niveau d'Evansdale, près du pied de la chaîne de collines de Kilmog.

## Histoire
Le  bassin de drainage de la rivière ‘Careys Creek’ est situé à l’intérieur de l’ancienne « forêt d’État de Silverpeaks » créé à partir d’une zone de pâturage de faible qualité dans les années 1960 à 1970.  Le bush natif fut séparé des plantations de pins durant la privatisation de la réforme dite Rogernomics à partir du New Zealand Forest Service pour devenir le « Careys Creek Conservation Area » administrée par le DOC.  Les plantations de pins  passèrent à d’autres propriétaires et sont maintenant la propriété du Dunedin City Council et gérée par le City Forests Ltd et connue comme la « forêt de Silverpeaks. »
Durant sa situation comme « forêt d'État », le sol de la vallée fut enherbé et rendu accessible aux véhicules des fermes sur les quelques premiers kilomètres. Maintenant cette zone est rendue au bush natif à travers une succession de pâturages, de terres de genêts, de sauleraies et de manuka.
L’hôpital psychiatrique de Seacliff Lunatic Asylum, durant la période de la gestion de Truby King fit construire un pipeline d’approvisionnement en eau à partir d’un barrage installé en tête de la vallée près de ‘Semple Road’. Des restes des piles soutenant le pipeline sont toujours visibles par endroits.

## Loisirs
L’entrée de vallées de la “Careys Creek” est une petite zone de pique-nique public nommée” Evansdale Glen”, située en dehors de la  State Highway 1/S H 1 à environ 200 m au nord du centre ville d’Evansdale.  Le chemin de randonnée de « Careys Creek Track” suit l’ancien chemin de ferme jusqu’à sa fin au pied du “Rongomai Ridge » et devient progressivement plus raide comme un chemin piéton étroit en direction de la source de la creek, se terminant par un parking sur « Semple Road ». Cette section date probablement  de la construction du pipeline de l’« Asyle ». Le chemin de ‘Rongomai Ridge Track’ présente une montée raide se  continue comme une route de forêt vers ‘Mountain Road’. « Honeycomb Ridge Track” se branche plus loin en amont dans la vallée  pour une montée également raide avant d’émerger au niveau d’une zone de parking sur « Mountain Road ». À cet endroit, en pointant vers le nord le long de Mountain Road, une signalisation marque le début du chemin de randonnée de “Rongomai Track ».

## Liens Externes
Careys Creek Track guide on WikiOutdoors: